# Апис (Сикион)
Вижте пояснителната страница за други значения на Апис.
За древноегипетския бог вижте Апис.
Апис (на старогръцки: Ἄπις, Apis) в гръцката митология е цар на Сикион през 20 век пр.н.е. Той е син на Телхин и внук на Европ, Toy и цар на Сикион през,
Апис наследява баща си на трона. Той е могъщ и Пелопонес преди идването на Пелопс е наречен на него Апия.
На трона е наследен от сина си Телксион.